# Aristias pacificus
Aristias pacificus är en kräftdjursart som beskrevs av Schellenberg 1936. Aristias pacificus ingår i släktet Aristias och familjen Aristiidae. Inga underarter finns listade i Catalogue of Life.